# In Your Diary
"In Your Diary" é uma canção de Robin Gibb lançada como single promocional em 1984 apenas nos Estados Unidos. Apesar da batida eletrônica animada, na letra, o eu-lírico se encontra triste por, apesar de ter vivido bons momentos com sua amada, não ser sequer citado em seu diário.

## Histórico
A canção, junto com as demais faixas do álbum Secret Agent, foi composta em 1984. As sessões de gravação do álbum se deram entre março e junho desse ano, mas como o registro de direitos autorais se deu em maio, estima-se que a canção foi gravada nesse mês, considerando que as faixas do álbum não foram registradas todas juntas, mas em blocos.
Foi lançada como a segunda faixa do álbum citado no mundo inteiro. Além disto, a detentora dos direitos de distribuição de Robin Gibb nos Estados Unidos, Mirage, decidiu editar um single promocional da canção em outubro de 1984. A revista Billboard considerou a faixa como "recomendada", significando que a faixa tinha potencial para entrar nas paradas. Porém, isto não ocorreu; a canção passou despercebida pelo mercado..
A etiqueta do compacto de "In Your Diary" traz os créditos de autor incorretamente. Traz como autores "R., B. & B. Gibb".., como se a existir dois irmãos Gibb com o nome iniciado por B, quando há apenas Barry Gibb. O correto é "R., B. & M. Gibb", incluindo o irmão gêmeo de Robin, Maurice Gibb Porém, o erro foi replicado em outras fontes, como na própria resenha da revista Billboard

## Faixas
Fonte:
Todas as faixas escritas e compostas por R., B. & M. Gibb. 
| 7" (EUA: Mirage 7-99688) |                 |         |  |
| N.º                      | Título          | Duração |  |
| 1.                       | "In Your Diary" | 3:41    |  |
| 2.                       | "In Your Diary" | 3:41    |  |
| Duração total:           | Duração total:  | 7:22    |  |